# 池田牧子
池田 牧子（いけだ まきこ、1958年5月5日 - ）は、日本の政治家。高知県いの町長（2期）。

## 来歴
高知県いの町出身。1981年（昭和56年）3月、武庫川女子大学卒業。同年4月、旧伊野町役場に採用される。大学時代の友人を通じて知り合った、船舶クレーンメーカー勤務の同い年の男性と24歳のときに結婚。1983年（昭和58年）に退職し、夫の転勤に伴い大阪府で暮らした。
夫が神経膠腫（グリオーマ）と診断され、余命2年と宣告された。夫と子供2人を連れて高知に戻り、1993年（平成5年）、かつて正職員として働いた旧伊野町で臨時職員として働き始めた。42歳のときに夫を亡くす。いの町立特別養護老人ホーム所長などを歴任。
2012年（平成24年）3月、退職。同年10月21日執行のいの町長選挙に立候補するも現職の塩田始に敗れ落選（塩田：6,640票、池田：6,014票）。投票率は58.90％。
2016年（平成28年）10月16日執行のいの町長選挙に再挑戦。自由民主党・公明党の推薦を受けた現職の塩田との一騎打ちを制し初当選を果たした（池田：5,970票、塩田：5,592票）。投票率は56.09％。10月31日、町長就任。池田は旧高岡郡葉山村長の吉良史子（1994年～2001年在職）に次いで2人目の高知県内の女性首長となった。
2020年（令和2年）無投票で再選。